# Nelipyno
Nelipyno (ukr. Неліпино) – wieś na Ukrainie, w obwodzie zakarpackim, w rejonie mukaczewskim, siedziba hromady. W 2001 liczyła 3554 mieszkańców, spośród których 3507 wskazało jako ojczysty język ukraiński, 19 rosyjski, 2 mołdawski, 6 węgierski, 1 białoruski, 1 słowacki, a 18 inny.